# Jean Goujon (Radsportler)

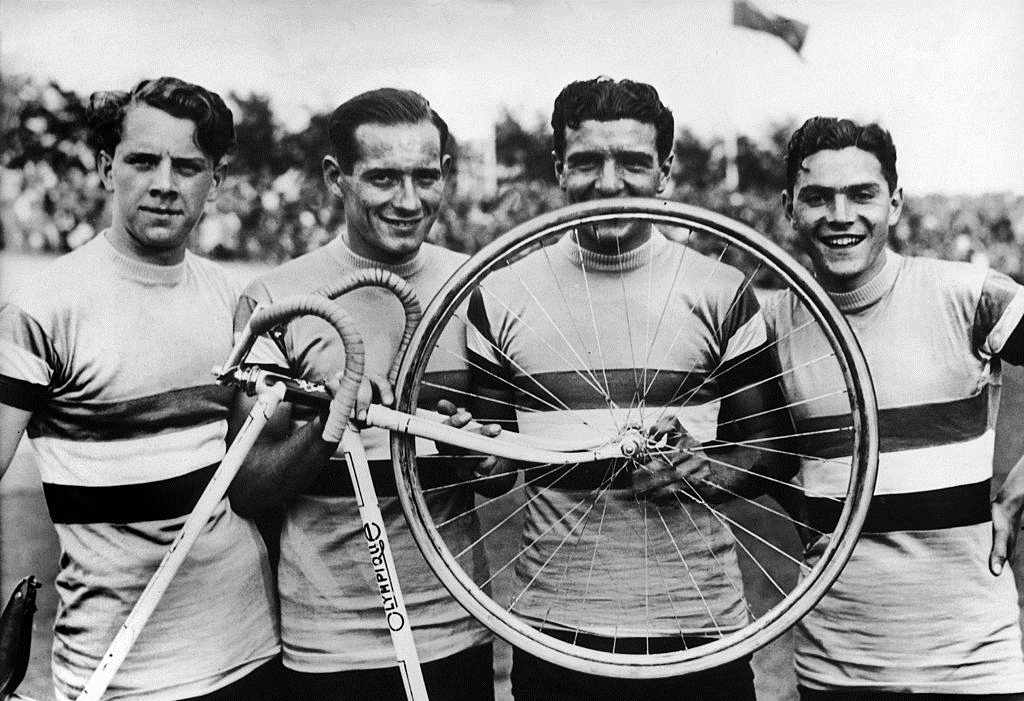
von links:Robert Charpentier, Guy Lapébie, Jean Goujon, Roger-Jean Le Nizerhy

Jean Goujon (* 21. April 1914 in Paris; † 26. April 1991 in Chaville) war ein französischer Radrennfahrer und Olympiasieger im Radsport.

## Sportliche Laufbahn
Goujon war im Bahnradsport und im Straßenradsport aktiv. Er war Teilnehmer der Olympischen Sommerspiele 1936 in Berlin. Er bestritt mit dem Vierer Frankreichs die Mannschaftsverfolgung. Sein Team gewann in der Besetzung Robert Charpentier, Jean Goujon, Guy Lapébie und Roger Le Nizerhy die Goldmedaille. Im olympischen Straßenrennen wurde er als 16. klassiert. Die französische Mannschaft gewann in der Mannschaftswertung mit Robert Charpentier, Jean Goujon, Robert Dorgebray und Guy Lapébie die Goldmedaille.
Im Straßenradsport konnte er einige Siege erzielen. 1933 siegte er im Eintagesrennen Paris–Reims und wurde Dritter im Rennen Paris–Évreux, 1935 wurde er Zweiter in diesem Rennen. 1934 belegte er im Rennen der UCI-Straßen-Weltmeisterschaften beim Sieg von Kees Pellanaars den 6. Platz. 1936 wurde er mit Séverin Vergili, Eugène Mangin und Robert Charpentier französischer Meister im Mannschaftszeitfahren. Er startete als Amateur für den Vélo Club de Levallois.
1937 wurde er Berufsfahrer im Radsportteam Armor-Dunlop und blieb bis 1949 aktiv. Als Profi siegte er in den Rennen Paris–Reims–Verdun 1937 und Tour de l’Oise 1938. 1934 hatte er eine Etappe im Grand Prix Wolber gewonnen. In der Tour de l’Oise wurde er Zweiter im Gesamtklassement.
Im Bahnradsport war er in Zweier-Mannschaftsfahren mehrfach erfolgreich. 1937 belegte er den 35. Platz in der Tour de France.